# Софіївка (Горлівський район)
Софіївка (до 2016 року — Карло-Марксове) — селище Єнакієвської міської громади Горлівського району Донецької області, Україна.

## Географія
Селище розташоване на річці під назвою Садки за 49 км від Донецька. Відстань до райцентру становить близько 9 км і проходить автошляхом місцевого значення.
Сусідні населені пункти: на північному сході — Каютине, місто Вуглегірськ; півночі, північному заході — місто Горлівка; заході — Новоселівка, Федорівка; південному заході — Корсунь; південному заході — Щебенка; півдні — Старопетрівське, Шапошникове, Авіловка; південному сході — місто Єнакієве; сході — Оленівка.

## Історія
Поселення при Софіївському руднику було засноване в 1783 році. 1858 на землях, що належали Софії Раєвській, відкрита вугільна шахта (нині — шахта імені Карла Маркса).
На 1795 р. у селищі проживало 256 людей.
У доповіді підполковника Фолькнера директору гірничого департаменту в 1865 р. говориться:
«На Софиевском руднике выяснено следующее. Месторождение, взятое согласно контракту у помещика Раевского на 30 лет. Состоит из трех крутопадающих пластов, толщина пласта 2 ¾ аршина (до 2-х метров). Система разработки заключается в проведении штольни по пролегания пластов примерно на 22 сажени (до 50 метров).
В связи с негорением свечей и отсутствием лестниц внутреннее состояние разработок осматривать было невозможно. Спуск рабочих и подъем угля осуществляется в ведрах с помощью конной тяги».
Наприкінці ХІХ ст. Софіївська копальня занепала і фактично перестала працювати. Приблизно в 1902—1903 роках шахта була викуплена, директором став А. С. Дарський, згодом К. І. Попов.
Тоді ж розпочалось будівництво житла для шахтарів та адміністрації підприємства. У 1923 році шахта названа ім'ям Карла Маркса, селище отримало таку ж назву.
Карло-Марксове утворилося в 1963 році внаслідок об'єднання селищ міського типу імені Карла Маркса та Вірівки в один населений пункт і до 1965 року носило назву Карла Маркса.
Нинішнє селище Софіївка утворилося в 1975 року внаслідок об'єднання двох селищ міського типу — Карло-Марксового і Соф'є-Кіндратівки, і до 2016 року носило назву Карло-Марксове на честь німецького філософа К.Г. Маркса. 
Вірівка і Соф'є-Кіндратівка отримали статус смт в 1938 році, смт імені Карла Маркса — в 1940.
3 лютого 1930 року унаслідок вибуху газу загинуло 8 шахтарів.
У жовтні 1941 року шахта була підірвана та затоплена радянськими військами, при їх відступі. Значна частина мешканців виїхала в Росію. Робота шахти була відновлена 1947 р.
8 червня 2008 року на шахті імені Карла Маркса сталася аварія, загинуло 13 шахтарів.
У 2024 році у зв'язку з ліквідацією селищ міського типу віднесено до категорії селищ.

## Населення

### Мова
Розподіл населення за рідною мовою за даними перепису 2001 року:
| Мова            | Кількість | Відсоток |
| --------------- | --------- | -------- |
| російська       | 9730      | 84.92%   |
| українська      | 1691      | 14.76%   |
| білоруська      | 11        | 0.10%    |
| румунська       | 1         | 0.01%    |
| угорська        | 1         | 0.01%    |
| інші/не вказали | 24        | 0.20%    |
| Усього          | 11458     | 100%     |

За даними перепису 2001 року населення селища становило 11458 осіб, із них 14,76 % зазначили рідною мову українську, 84,92 % — російську, 0,10 % — білоруську, 0,01 % — молдовську та угорську мови

## Транспорт і промисловість
Залізнична станція (Єнакієве) на лінії Дебальцеве — Кринична. Промисловість — видобуток кам'яного вугілля.

## Геологія
В районі селища Софіївки знаходиться перетин тектонічно активного поперечного блоку і центральної антиклінальної зони.

## Памʼятки
У селищі є пам'ятники В.Леніну та Карлу Марксу.

## Уродженці
Богатиков Юрій Йосипович — український і російський співак, баритон.